# Ricardo Muñoz
Ricardo Muñoz Alonso (...) è un allenatore di hockey su pista spagnolo.

## Palmarès

### Club

#### Titoli nazionali
- Campionato spagnolo: 4

Barcellona: 2013-2014, 2014-2015, 2015-2016, 2016-2017
- Coppa del Re: 2

Barcellona: 2012, 2016
- Supercoppa di Spagna: 4

Barcellona: 2012, 2013, 2014, 2015

#### Titoli internazionali
- CERH European League: 2

Barcellona: 2013-2014, 2014-2015
- Supercoppa d'Europa/Coppa Continentale: 1

Barcellona: 2015-2016
- Coppa Intercontinentale: 1

Barcellona: 2014